# Comuna Cerneciciîna, Ohtîrka
Cerneciciîna (în ucraineană Чернеччина) este o comună în raionul Ohtîrka, regiunea Sumî, Ucraina, formată din satele Borzivșciîna, Cerneciciîna (reședința), Dobroslavivka, Iasenove, Juravne, Popelivșciîna și Rîboten.

## Demografie
Componența lingvistică a comunei Cerneciciîna
     Ucraineană (97,04%)
     Rusă (2,52%)
     Alte limbi (0,29%)
Conform recensământului din 2001, majoritatea populației comunei Cerneciciîna era vorbitoare de ucraineană (97,04%), existând în minoritate și vorbitori de rusă (2,52%).